# Pastime with Good Company
Pastime with Good Company, également connue sous le nom de The King's Ballad (The Kynges Balad), est une chanson folklorique anglaise écrite par le roi Henri VIII au début du XVIe siècle, peu de temps après son couronnement. Elle est considérée comme la plus célèbre de ses compositions et elle est devenue une chanson populaire en Angleterre et dans d'autres pays européens à la Renaissance. On pense qu'elle a été écrite pour Catherine d'Aragon.

## Contexte historique
Les premières années du règne d'Henri VIII sont marquées d'un caractère particulier d'exubérance et d'extravagances dans la cour anglaise, rendu possible par la stabilité politique du royaume et la richesse des finances de l'État. Des banquets et des fêtes royales sont organisés régulièrement, tout comme les sports de plein air et les passe-temps, tels que les tournois de chasse, de fauconnerie, de joutes et de tir à l'arc. Le jeune roi lui-même est un sportif qualifié, excellant dans l'équitation, le tir à l'arc, la lutte et le tennis. 
La chanson est écrite pendant cette période et présente un éloge général à tous ces divertissements, illustrant à l'époque, l'état d'esprit général de loisirs et d'insouciance qui prévalait à la cour royale. En même temps, le texte fournit une justification morale à toute cette gaieté : la compagnie est préférable à l'oisiveté, car cette dernière engendre le vice.

## La chanson

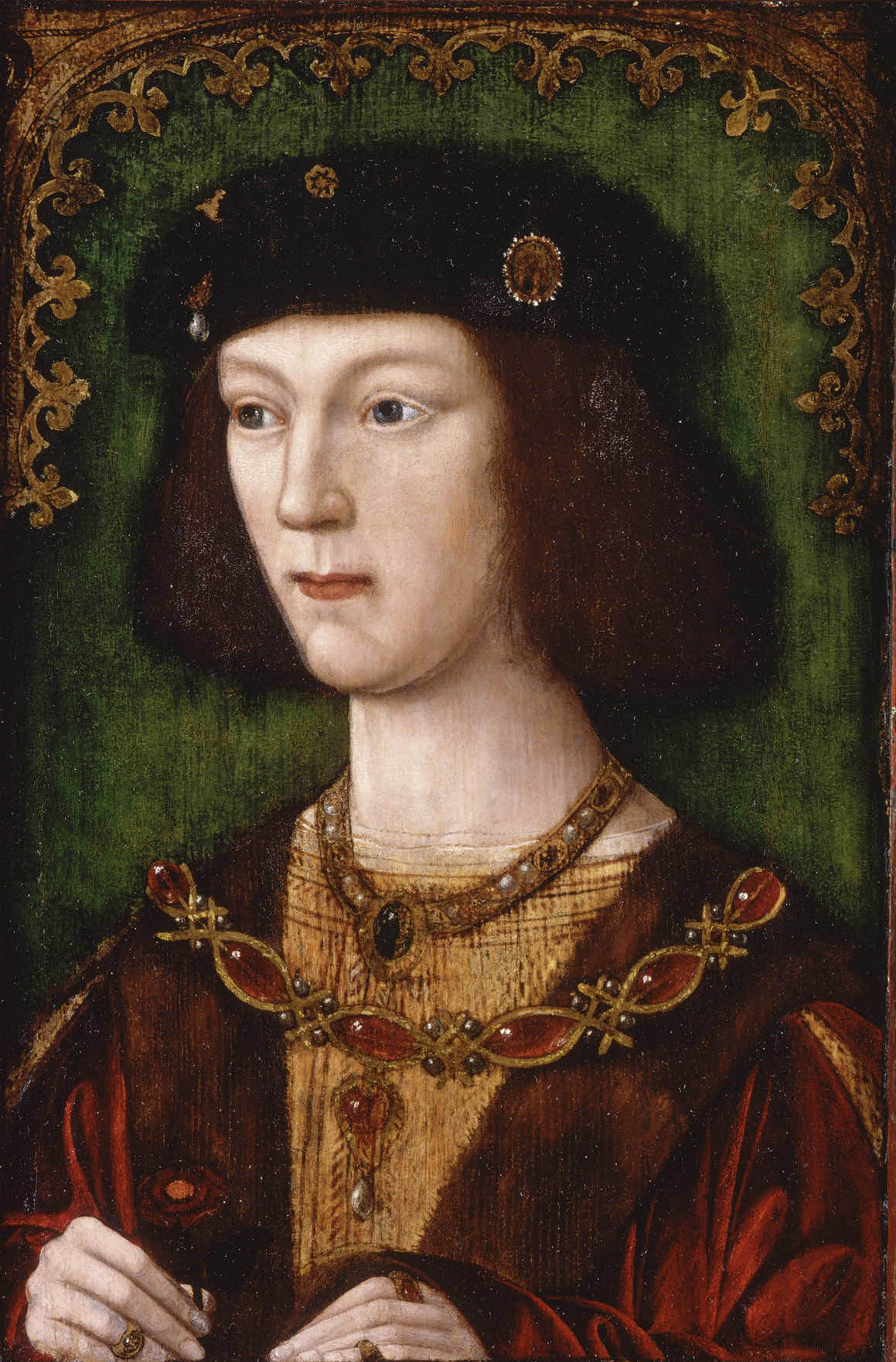
Le roi Henri VIII, dix-huit ans, après son couronnement en 1509, autour de la date à laquelle il a composé Pastime with Good Company.

Comme pour tout homme de naissance noble à l'époque de la Renaissance, Henri VIII doit maîtriser de nombreuses compétences, notamment l'escrime, la chasse, la danse, l'écriture de poésie, le chant, jouer et composer de la musique et éduqué en conséquence en tant que prince. Henry est considéré comme un talentueux compositeur et poète par ses contemporains.
La chanson est censée être jouée à la cour, avec toutes les autres compositions du roi. Cependant, en raison de sa mélodie simple et entraînante, elle devient un air populaire et peu de temps après interprétée fréquemment dans les foires, les tavernes et les événements anglais. Elle serait également l'une des pièces musicales préférées de la reine Élisabeth Ire. La chanson est mentionnée dans un certain nombre de documents et publications contemporains, attestant de sa popularité, et fait l'objet d'un grand nombre de variantes et de réarrangements instrumentaux par différents musiciens dans les années suivantes. Dans l'ouvrage de 1548 The Complaynt of Scotland, l'auteur anonyme mentionne Passetyme with gude companye, comme faisant partie des chansons populaires du royaume d'Écosse au début du XVIe siècle.
La plus ancienne version connue fait partie du manuscrit Henry VIII (v. 1513), une collection de 14 œuvres de sa paternité actuellement conservées à la British Library (BM Addl. MSS. 31.922; Addl. MSS. 5.665; MSS. Reg. Annexe 58) qui sont signés : « De la main du roi ». Le manuscrit comprend également deux messes, un motet, un hymne et d'autres chansons et ballades, vocales et instrumentales. 
Pastime with Good Company reste une pièce préférée dans les répertoires choraux, et est enregistrée dans de nombreuses variantes qui incluent le luth, la flûte à bec, le trombone, la percussion et la flûte, entre autres instruments. En raison de sa particularité mélodique de la première Renaissance, elle est également incluse dans différents films et documentaires basés sur la figure d'Henri VIII et l'ère Tudor,.

## Reprises contemporaines
La chanson fait également l'objet de nombreuses versions contemporaines :
- rebaptisée Past Time with Good Company, elle est incluse en tant que troisième morceau de Under a Violet Moon, le deuxième album du groupe de rock folk inspiré de la Renaissance Blackmore's Night ;
- la chanson est également jouée par le groupe de rock Jethro Tull, et apparaît sur le CD remasterisé Stormwatch et The Best of Acoustic Jethro Tull portant le nom de King Henry's Madrigal ;
- la chanson est arrangée et jouée par le groupe de rock progressif / folk anglais Gryphon, apparaissant sur son album éponyme de 1973[9] ;
- sous le titre Mainstream, une version électronique est arrangée par Peter Howell du BBC Radiophonic Workshop pour l'album de 1983 The Soundhouse ;
- le premier couplet de la chanson est utilisé comme ouverture de la chanson Legacy of Tudors par le groupe de métal symphonique Serenity sur son album War of Ages de 2013 ;
- le groupe folklorique espagnol An Danzza  réalise son propre arrangement de cette pièce traditionnelle anglaise sur son album Whispers of the Forest.

## Partition

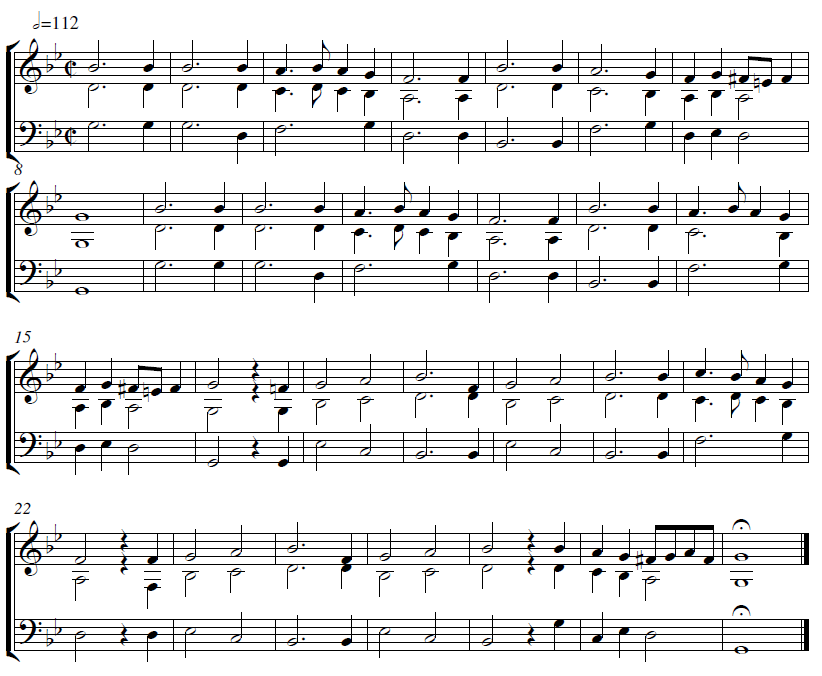
Passe-temps avec bonne compagnie dans la notation moderne.

Basé sur la British Library MS 31922, avec des barres, des liaisons et une signature rythmique supplémentaires.

## Paroles
| Orthographe originale            | Anglais moderne                     | Français                                       |
| -------------------------------- | ----------------------------------- | ---------------------------------------------- |
| Paſtyme wt good Ꝯpanye           | Pastime with good company           | C'est passer le temps en bonne compagnie       |
| I loue & ſchall vntyll I dye     | I love and shall until I die        | Que j'aime et ce, jusqu'à ma mort.             |
| gruche who luſt but none denye   | grudge who lust but none deny       | La luxure est à plaindre, c'est indéniable     |
| ſo god be pleſyd þus leve wyll I | so God be pleased thus live will I  | Afin de plaire à Dieu ainsi vivrai.            |
| for my paſtāce                   | for my pastance                     | Pour mon réconfort                             |
| hūt ſyng & daūce                 | hunt sing and dance                 | passe-temps, chasse, chants et danses          |
| my heart is fett                 | my heart is set                     | Mon cœur préfère                               |
| all goodly ſport                 | all goodly sport                    | Toute occupation convenable,                   |
| for my cofort                    | for my comfort                      | pour mon confort                               |
| who ſchall me let                | who shall me let                    | Qui me le permettra ?                          |
|                                  |                                     |                                                |
| youthe muſt haue ſū daliance     | youth must have some dalliance      | La jeunesse peut baguenauder                   |
| off good ou yu ſū paſtance.      | of good or ill some pastance        | Avec de bons ou mauvais passe-temps.           |
| Company me thynkeſ then beſt     | Company methinks then best          | Être en compagnie me paraît meilleur           |
| all thoughtſ & fanſys to deieſt. | all thoughts and fancies to digest. | Afin de dépasser pensées et imaginations.      |
| for Idillnes                     | for Idleness                        | Car l'oisiveté                                 |
| is cheff maſtres                 | is chief mistress                   | est la maîtresse en chef                       |
| of vices all                     | of vices all                        | de tous les vices.                             |
| then who can ſay.                | then who can say.                   | Ainsi qui peut dire                            |
| but myrth and play               | but mirth and play                  | que la gaîté et le jeu                         |
| is beſt of all.                  | is best of all.                     | ne soient les meilleurs.                       |
|                                  |                                     |                                                |
| Company wt honeſte               | Company with honesty                | La compagnie, honnêtement                      |
| is vertu vices to ffle.          | is virtue vices to flee.            | c'est la vertu, que s'enfuient les vices.      |
| Company is good and ill          | Company is good and ill             | Dans la compagnie, il y a du bon et du mauvais |
| but eûy man hath hys fre wyll.   | but every man has his free will.    | Mais chacun a son libre arbitre.               |
| the beſt enſew                   | the best ensue                      | Suivre le meilleur, éviter le pire             |
| the worſt eſchew                 | the worst eschew                    | éviter le pire                                 |
| my mynde ſchalbe.                | my mind shall be.                   | Ce sera mon opinion ;                          |
| vertu to vſe                     | virtue to use                       | Se servir de la vertu,                         |
| vice to refuce                   | vice to refuse                      | refuser les vices                              |
| thus ſchall I vſe me.            | thus shall I use me.                | Ainsi j'en userai.                             |

Le symbole de type « 9 » dans la première ligne de l'original est une abréviation scribale pour le com de « compagnie » ; un autre est « cō », tel qu'il est utilisé dans la neuvième ligne.

## Discographie
- Henry VIII and his six wives - Early Music Consort of London, dir. David Munrow (1972, Testament) (OCLC 56052377)
- Adieu madame : Musique à la cour anglaise c. 1415-1530 - Pro Cantione Antiqua ; Early Music Consort of London, dir. Bruno Turner/Mark Brown (1975, Deutsche Harmonia Mundi) (OCLC 54749737)
- De Janequin aux Beatles - The King's Singers (1975, EMI) (OCLC 51896169)
- Feuerwerk - Ludwigsburger Blechbläser Quintett ; Tübinger Madrigal Oktett (1994, Bayer Records 150 011) (OCLC 46632186)
- Pastime with good company - Chestnut Brass Company (1988, Crystal Records) (OCLC 905714354)
- English madrigals and songs : from Henry VIII to the 20th century - Oxford Camerata, dir. Jeremy Summerly (1994, Naxos) (OCLC 883978209)
- Viva l’amore, XVIe – XVIIe siècles - Flanders Recorder Quartet ; Capilla Flamenca (septembre 1998, Opus 111 OPS 30-239) (OCLC 43699413)
- Come, gentle night : music of Shakespeare's  world - Ensemble Galilei(juillet 1999, Telarc) (OCLC 44021147)
- Pastyme with good companye : Musique à la cour d’Henry VIII - Ensemble Dreiklang Berlin (2004, Chandos CHAN 0709)
- Good companye : grande musique de la cour des Tudor - Alamire (en), dir. David Skinner ; The Elizabethan Consort (2008, Gift of Music) (OCLC 314167090)
- Henry VIII : Harry Our King - Charles Daniels ; Capella de la Torre ; Katharina Bauml (2012, Carpe Diem)
- Christ is born : Christmas choral music across the ages - The Queen's Six (septembre 2015, BBC music magazine, vol. 24, no 3) (OCLC 932354891)